# Fideline Ngoy
Fideline Ngoy Mudimbi, née le 31 mars 1991, est une footballeuse internationale congolaise. Elle joue au poste de gardienne de but à l'Adana İdman Yurdu (en).

## Biographie

### Carrière en club
Fideline Ngoy joue pour Force Terrestre et Amani en République démocratique du Congo et pour Progresso Associação do Sambizanga en Angola.
Elle part en Turquie en mi-novembre 2022 et signe avec Adana İdman Yurdu (en) pour jouer en Super League féminine turque. 

### Carrière internationale
Ngoy est sélectionnée par la République démocratique du Congo au niveau senior lors du Championnat d'Afrique féminin 2012.